# Sabon
Sabon is een klassiek schreeflettertype, ontworpen in 1964-67 door de in Duitsland geboren typograaf en grafisch ontwerper Jan Tschichold (1902-1974).
Het lettertype werd in 1967 gezamenlijk uitgebracht door Linotype, Monotype en D.Stempel AG in Duitsland.
De handletter kan (nog steeds) worden besteld bij de firma D. Stempel AG lettergieterij (voorheen Frankfurt, nu Darmstadt). Linotype-matrijzen waren verkrijgbaar bij Linotype GmbH (Berlijn en Frankfurt), en Monotype-matrijzen konden worden besteld bij Setzmachinen-Fabrik Monotype GmbH (Frankfurt, Berlijn). Dit kan nog steeds kan bij het Type-museum in Londen, want daar worden de "patterns" en de "punches" en de productie-archieven bewaard.
De vorm van de letter was voor alle drie de systemen identiek. De handletter kon worden gemengd met Linotype en Monotype-zetsel.
De letter had slechts matig succes. Er was ook veel kritiek: de letter had last van de gecombineerde nadelen van de drie systemen. De romein en de cursief zijn bijvoorbeeld even breed, aangezien die op een Linotype-matrijs worden gecombineerd, en bijgevolg bij Linotype altijd even breed zijn. Monotype is gebaseerd op een systeem waarbij elke letter van een apart matrijs wordt gegoten, en daardoor is er veel meer vrijheid voor een ontwerper. Een bekende criticus was Jan van Krimpen, die bezwaren had tegen het - volgens hem - rigide unit-systeem van Monotype.
Het ontwerp van de romein is gebaseerd op typen van Claude Garamond (ca. 1480-1561), in het bijzonder een exemplaar van de Frankfurtse drukker Konrad Berner. Die trouwde met de weduwe van zijn collegadrukker Jacques Sabon, waar de naam van het lettertype van afkomstig is. De cursieve letters zijn gebaseerd op typen ontworpen door de eigentijdse Robert Grandjon. Het lettertype is meermalen omschreven als revival van de Garamond.
Een vroege toepassing van Sabon was het zetsel van de Washburn College Bible in 1973 door de Amerikaanse grafisch ontwerper Bradbury Thompson. Alle boeken met de Koning James Bijbelteksten zijn met de hand gezet in een proces dat 'gedachten-eenheid typografie' wordt genoemd en waarbij Thompson de regels onderbrak bij hun syntactisch uitgesproken onderbrekingen.
Sabon werd ook gebruikt als het lettertype in het Book of Common Prayer van de Episcopische Kerk (VS), maar ook in alle andere door die kerk gebruikte liturgische teksten (zoals het Book of Occasional Services en Lesser Feasts and Fasts).

## Sabon Next
Jean-François Porchez ontwierp een herziene versie genaamd Sabon Next, die is gebaseerd op Tschichold's ontwerp uit 1967 voor de Stempel lettergieterij, en op Porchez' studie van originele Garamond modellen.
De lettertypefamilie bestaat uit zes zwaartes, zonder Griekse en Cyrillische karakters. Ze bevat ISO Adobe 2, Adobe CE, Latin Extended karakters.
OpenType versies bevatten kleinkapitalen (behalve in extra vet), ligaturen, speciale ligaturen, alternatieve tekens, kapitale cijfers, uithangende cijfers, tabelcijfers, breuken, bovenschrift, ornamenten, krulletters en proportionele staande cijfers.

#### Sabon Next Display
Dit is een variant van Sabon Next in Regular zwaarte ontworpen voor 20 punts of groter.

#### Sabon Next Ornaments
Dit is een verzameling drukkersornamenten en dingbats. De gliefen zijn ook te vinden in het OpenType Sabon Next lettertype.